# Port lotniczy Heihe
Port lotniczy Heihe (IATA: HEK, ICAO: ZYHE) – port lotniczy położony w Heihe, w prowincji Heilongjiang, w Chińskiej Republice Ludowej.

## Linie lotnicze i połączenia
| Linia Lotnicza          | Kierunek                     |
| ----------------------- | ---------------------------- |
| Chengdu Airlines        | 1. Harbin 2. Mohe            |
| China Eastern Airlines  | 1. Harbin 2. Szanghaj-Pudong |
| China Southern Airlines | 1. Pekin-Daxing 2. Harbin    |
| Shenzhen Airlines       | 1. Harbin 2. Shenzhen        |